# Sinfonia n. 3 (Ives)
La  Sinfonia n. 3 “The Camp Meeting di Charles Ives è una composizione per orchestra scritta nel 1904.

## Genesi
Un tratto caratteristico della musica di Charles Ives, definita da Virgil Thomson come una forma di “politonalismo neo-primitivo”  che rende il compositore statunitense una figura unica ed eccezionale tra i grandi musicisti del XX secolo è il fatto che essa sembra provenire dal nulla, senza alcun precedente che possa spiegarne l’origine. Molto prima di Schönberg e di Stravinskij, il musicista di Danbury aveva iniziato i suoi esperimenti con l’atonalità, i ritmi multipli, le musiche simultanee e le tecniche di scrittura per pianoforte basate sull’impiego dei pugni o del palmo delle mani, incoraggiato in questa attività dall’esempio paterno. Ives è stato dunque un autentico pioniere nella storia della musica, tanto da guadagnarsi il grande apprezzamento dello stesso Schönberg, che nel 1945 dichiarò: «C’è un grande uomo che vive in questo Paese (gli Stati Uniti d’America), un compositore. Egli ha risolto il problema di come restare sé stesso e di come continuare a perfezionarsi. Egli risponde alla negligenza del mondo con il suo disprezzo. Non si sente forzato ad accettare né la lode, né il biasimo. Il suo nome è Ives». In effetti, a parte l’influenza paterna, in una cittadina come Danbury nel Connecticut un giovane non poteva di certo trovare gli stimoli per diventare un compositore rivoluzionario; poteva invece fare altre esperienze musicali. Vi erano ad esempio le bärn dances (danze dell’aia), cui prendevano parte gli abitanti provenienti dalla campagna, accompagnate dalle vivaci melodie ritmate (fiddle tunes) eseguite da abili violinisti; vi erano gli spettacoli dei menestrelli afroamericani con le loro canzoni briose o sentimentali come Oh, Susanna! e Old Folks at Home di Stephen Foster; vi era il circo ambulante con la sua banda e le sfilate per le strade; vi era il nuovo modello di musica sincopata noto come ragtime, che avrebbe destato l’attenzione di compositori come Scott Joplin, Darius Milhaud e lo stesso Stravinskij. E poi vi erano le canzoni e le marce patriottiche americane eseguite in occasione delle festività nazionali come il 4 luglio (giorno dell’indipendenza degli Stati Uniti) o l’anniversario della nascita di George Washington, oltre alla musica religiosa tra cui i camp-meeting songs, canzoni eseguite in coro all’aria aperta per animare il senso di religiosità collettiva. Ives trasse profitto da tutte queste esperienze musicali giovanili, diventando secondo il suo biografo Henry Cowell il primo compositore degli Stati Uniti d’America «a impegnarsi senza riserve per inserire elementi popolari in un nuovo linguaggio sinfonico».
La Terza Sinfonia, ultimata nel 1904, presenta numerosi elementi che derivano dalle esperienze musicali di Ives risalenti al periodo giovanile trascorso a Danbury. Essa è compresa nella fase di maggior attività creativa del musicista (1903-1916) ed è l’ultima in cui il passato ed il presente coesistono e si fondono, prima dell’apparizione della rivoluzionaria e complessa Quarta Sinfonia che avrebbe visto la luce dodici anni dopo. La Terza Sinfonia sarebbe rimasta malauguratamente dimenticata fino al 5 aprile 1946, quando il direttore d’orchestra Lou Harrison alla guida della New York Little Symphony la ripropose all’attenzione del pubblico con grande successo, tanto da far meritare a Ives il prestigioso riconoscimento del Premio Pulitzer nel 1947.

## Struttura
Delle quattro Sinfonie numerate composte da Ives la Terza è la più breve, la più intima e l’unica in soli tre movimenti del suo autore; come la Piccola Musica Notturna K. 525 di Mozart, l’Ottava Sinfonia di Beethoven o la Nona di Šostakovič può essere considerata un capolavoro in miniatura. È anche l’unica a portare un sottotitolo, “The Camp Meeting” (Riunione evangelica all’aria aperta), con riferimento ad un evento religioso di cui ciascuno dei tre movimenti rappresenta un particolare momento. Si tratta pertanto di una musica a programma vera e propria in quanto dotata di un significato extra-musicale ben preciso. Un’altra caratteristica singolare della Terza Sinfonia è data dall’economia dei mezzi sonori che non trova riscontri nelle altre tre sinfonie di Ives, che qui impiega un’orchestra composta da quattro legni, quattro ottoni, campane tubolari e archi, delle dimensioni pressappoco di un’orchestra da camera, in luogo di una grande orchestra sinfonica, ed è notevole come mediante l’utilizzo di mezzi così limitati il compositore sia stato capace di concepire un’opera così piena di grazia e di piacevolezza all’ascolto. Anche qui Ives si è avvalso di numerose citazioni di opere; da uno studio sono stati rinvenuti più di 150 frammenti, in parte tratti da precedenti composizioni dello stesso Ives e in parte tratti da arie come “The Battle Cry of Freedom” e “Bringing in the Sheaves”.
- I. “Old Folks Gatherin”: Andante maestoso

Il primo movimento descrive una riunione di anziani in un villaggio; colpisce all’ascolto lo stile polifonico grave e severo, richiamante quello di un corale religioso pre-bachiano per il tono arcaico che Ives conferisce alla musica, quasi a voler confermare il giudizio di chi ha descritto la sua arte come una forma di “politonalismo neo-primitivo”.  Alla tersa polifonia degli archi si sovrappongono di quando in quando gli interventi degli strumenti a fiato (legni e ottoni); veramente notevole per il senso di delicata, fine poesia che lo pervade è l’assolo del flauto che precede la conclusione del movimento.
- II. “Children’s Day”: Allegro

Il secondo movimento contrasta con il precedente per il tono vivace e brioso della musica, che vuole raffigurare un momento di allegra partecipazione giocosa dei più piccini alla riunione religiosa all’aperto; rispetto ai bambini che giocano nella pineta di Villa Borghese nei Pini di Roma di Ottorino Respighi, qui tuttavia la festosità è più contenuta, senza la minima traccia del travolgente impeto infantile che caratterizza il brano del musicista bolognese.
- III. “Communion”: Largo

Nel movimento finale ritorna l’atmosfera grave e severa dell’Andante maestoso iniziale; anche qui a dominare è la limpida polifonia degli archi che ha un incedere mistico e religioso, quasi alla maniera di un corale in una celebrazione liturgica. Come a voler rappresentare la conclusione della riunione evangelica all’imbrunire della sera, la musica scende gradualmente di intensità, fino a concludersi con l’assolo del violoncello in tono mesto, come una preghiera, sul sottofondo dello scampanio di una vicina chiesa che si staglia nella quiete del silenzio vesperale.

## Discografia parziale
- Academy of St. Martin-in-the-Fields, Sir Neville Marriner (Decca)
- Concertgebouw Orchestra, Michael Tilson Thomas (Sony BMG)
- Melbourne Symphony Orchestra, Sir Andrew Davis (Chandos)
- New York Philharmonic, Leonard Bernstein (Sony BMG)
- Northern Sinfonia, James Sinclair (Naxos)
- Saint Louis Symphony Orchestra, Leonard Slatkin (RCA BMG)